# Dirk Demol

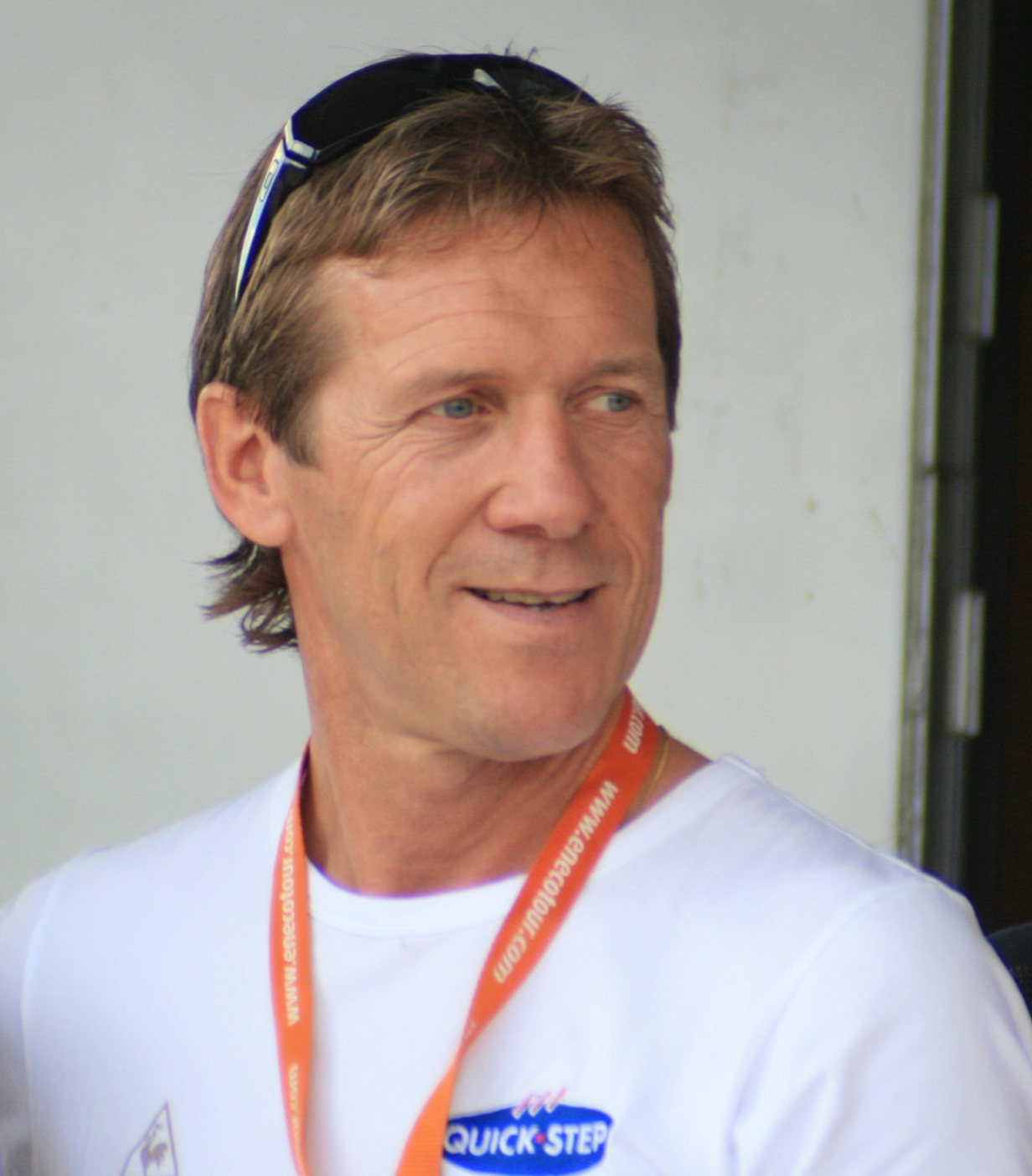
Dirk Demol

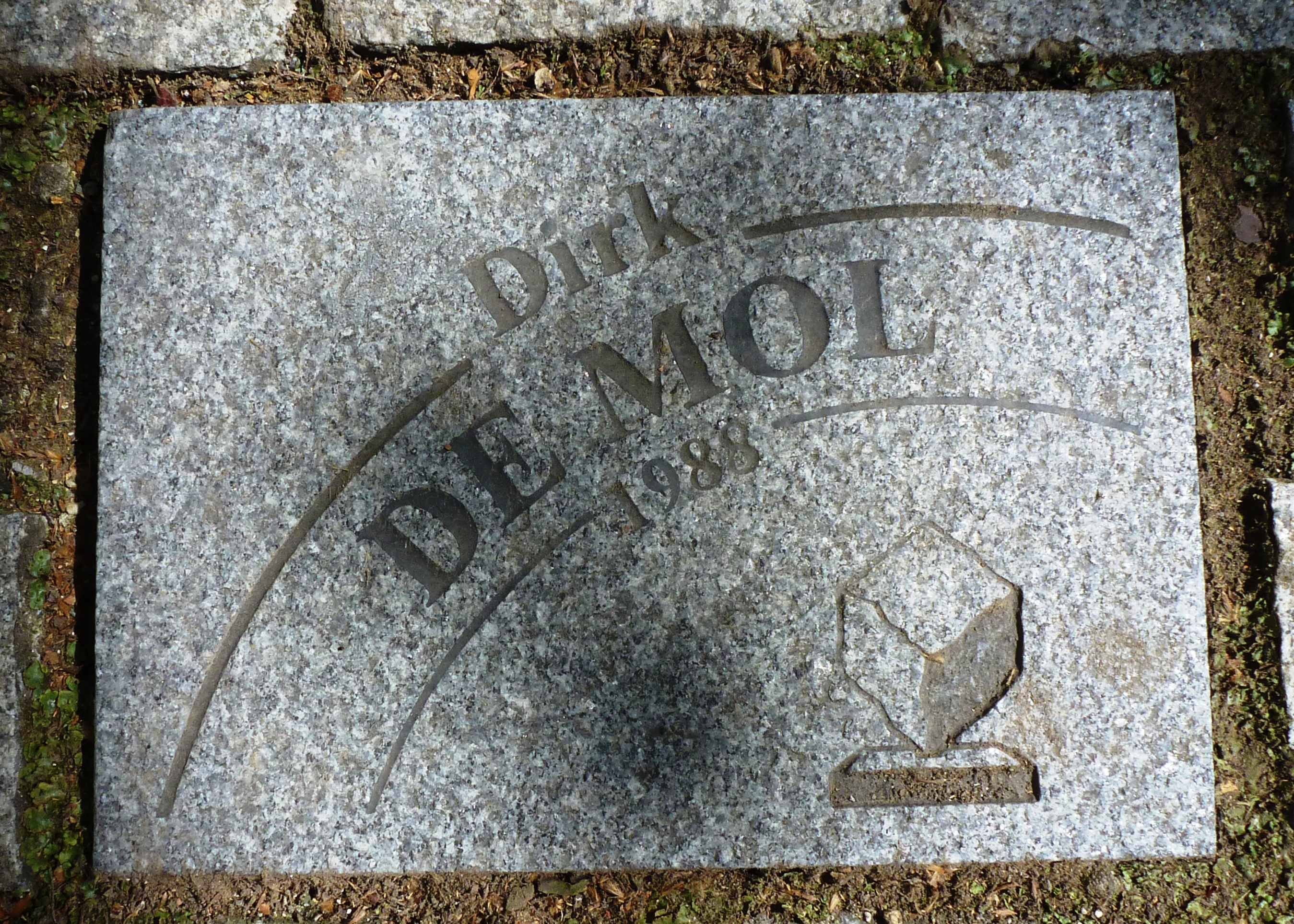
Pflasterstein in Roubaix zu Ehren des Sieges von Dirk Demol bei Paris-Roubaix

Dirk Demol (* 4. November 1959 in Kuurne, Belgien) ist ein ehemaliger belgischer Radrennfahrer.

## Karriere
Als Amateur gewann er 1982 eine Etappe im Grand Prix Guillaume Tell. 
Dirk Demol fuhr im Laufe seiner aktiven Karriere als Radprofi für neun verschiedene Teams (1982–1995). Im Jahr 1988 gewann er das Rennen Paris–Roubaix nach einer 222 km langen Flucht vor dem Schweizer Thomas Wegmüller. Demol hatte 1980 das Rennen bei den Espoirs als Zweiter hinter Stephen Roche beendet. Demol nahm 1985 und 1988 an der Tour de France teil sowie 1986 an der Vuelta a España.
Nach seiner Karriere als Radrennfahrer wurde er Sportdirektor eines Amateur-Teams namens Kortrijk Groeninge Spurters, in welchem Stijn Devolder und Tom Boonen fuhren. Demol führte Tom Boonen als Profi zum Team US Postal Service. Ab 2008 wechselte er zu Quick Step und 2009 zu Astana. 2010 wechselte zum Team RadioShack und 2012 RadioShack-Nissan. In diesem Team blieb er bis Ende 2018. Danach wechselte er zum Team Katusha-Alpecin. Seit 2020 ist Demol beim Team Israel Start-Up Nation tätig.
Zwischen 2008 und 2014 war Demol Nutznießer eines Steuervermeidungssystems, das es Mitgliedern von belgischen Radsportteams ermöglicht, ihr Einkommen, dank Unternehmen mit Sitz in Steueroasen, zu optimieren.

## Erfolge
1987
- Grote Prijs Briek Schotte
- Stadsprijs Geraardsbergen

1988
- Paris–Roubaix

1990
- Omloop der Vlaamse Ardennen-Ichtegem